# 岡山惑星探査プログラム
岡山惑星探査プログラム(Okayama Planet Search Program, OPSP)は、分光学的に太陽系外惑星系を探査することを目的に2001年に開始されたプログラムである。中間程度の質量のG型巨星及びK型巨星の周りに3つの太陽系外惑星（いるか座18番星b、わし座ξ星b、やまねこ座41番星b）を発見した。また、過去6年間に収集したデータを用いて、初めてG型巨星の周りに発見された惑星であるHD 104985 bの軌道パラメータのアップデートを行った。2001年以降、岡山天体物理観測所の188cm反射式望遠鏡、高分散エシェル分光器 (HIDES)、ヨウ素吸収セルI2 cellを用いて、300個のG型巨星及びK型巨星の高精度ドップラー観測を行っている。

## 発見
- いるか座18番星b
- わし座ξ星b
- やまねこ座41番星b
- くじら座81番星b[1]
- アンドロメダ座14番星b[1]
- やまねこ座6番星b[1]